# Обршани
Обршани (мкд. Обршани) су насеље у Северној Македонији, у средишњем делу државе. Обршани припадају општини Кривогаштани.

## Географија
Насеље Обршани је смештено у средишњем делу Северне Македоније. Од најближег већег града, Прилепа, насеље је удаљено 25 km западно.
Обршани се налазе у средишњем делу Пелагоније, највеће висоравни Северне Македоније. Насељски атар је махом равничарски, док се даље ка западу издижу прва брда планине Баба. Јужно од насеља протиче Црна река. Надморска висина насеља је приближно 600 метара.
Клима у насељу је континентална.

## Становништво
По попису становништва из 2002. године, Обршани су имали 793 становника.
Претежно становништво у етнички Македонци (100%).
Већинска вероисповест у насељу је православље.